# William Accambray
William Accambray (ur. 8 kwietnia 1988 w Cannes) – francuski piłkarz ręczny, reprezentant kraju, lewy rozgrywający. Obecnie występuje w Division 1, w drużynie Montpellier Agglomération Handball.
Jego brat – Mickaël Accambray jest siatkarzem.
W 2011 został mistrzem świata. Turniej odbywał się w Szwecji.

## Sukcesy

### reprezentacyjne
- Mistrzostwa Świata:
  -  2011, 2015
- Mistrzostwa Europy:
  -  2014

### klubowe
- Mistrzostwa Francji:
  -  2006, 2008, 2009, 2010
- Puchar Francji:
  -  2006, 2008, 2009, 2010
- Puchar Ligi francuskiej:
  -  2006, 2007, 2008, 2010
- Liga Mistrzów:
  -  2016